# Плюмбум, або Небезпечна гра
«Плюмбум, або Небезпечна гра» (рос. «Плюмбум, или Опасная игра») — радянський художній фільм-драма 1986 року. Один з перших «перебудовних» фільмів. Знятий в Третьому творчому об'єднанні «Мосфільму». Прем'єра відбулася 19 січня 1987 року. Режисер —  Вадим Абдрашитов.

## Сюжет
Егоцентричний 15-річний підліток Руслан Чутко жадає «творити добро» і допомагати міліції у виявленні правопорушень під псевдонімом Плюмбум (лат. Plumbum — свинець). Плюмбум вирішує в окремо взятому провінційному місті викорінити зло, але береться за це з по-юнацьки максималістським завзяттям.
Періодично Плюмбум вимовляє римовані дієслова другої дієвідміни: «Гнати, тримати, вертіти, образити, бачити, чути, ненавидіти і залежати і терпіти, та ще дихати, дивитися», що розкривають всі рухи його душі.
Руслан різними шляхами, в тому числі і шантажем, втирається в довіру до барменів, фарцовщиків, картярів, безхатьків (одного разу навіть терпить прочуханку ременем по сідницях у квартирі спекулянтів, де залишився на ніч), хоча його все одно загалом не сприймають всерйоз і дивним чином прощають. Він за бродяжництво здає міліції людей, що опинилися в скрутному становищі, що живуть в котельні і підробляють різними способами; бере участь в затриманні рибалок-браконьєрів, одним з яких виявився його батько, допит якого він сам і проводить. В одній з таких справ Плюмбум різними способами змушує модель Марію видати її коханого, обіцяючи, що його не чіпатимуть, проте в реальності той потрапляє до в'язниці. Любляча Плюмбума однокласниця Соня виявляється втягнутою в справу з викраденням магнітофона, що спонукало Руслана «карати зло» (в глибині душі Плюмбум злий на конкретного кривдника). Розв'язка обертається трагедією: Соня розбивається, впавши з даху будинку, де Плюмбум наздоганяє викрадача. Те, що здається Плюмбуму веселою азартною грою, обертається для інших важкою драмою або трагедією.

## У ролях
- Антон Андросов —  Руслан Чутко (Плюмбум)
- Олена Дмитрієва —  Соня Орєхова
- Олена Яковлєва —  Марія (озвучує  Анна Каменкова)
- Зоя Лірова —  Зоя Петрівна Чутко
- Олександр Феклістов —  Роман Іванович (Сивий)
- Володимир Стеклов —  Василь Лопатов
- Олександр Пашутін —  Віктор Сергійович Чутко
- Олексій Зайцев —  Коля-Олег  (озвучує  Олексій Жарков)
- Лариса Шинова —  Ткаля
- Сергій Сєров —  Панов
- Геннадій Фролов —  Банан
- В'ячеслав Баранов —  хуліган
- Володимир Стержаков —  бармен
- Олексій Михайлов —  Тарік, наречений Марії
- Олександр Жарков —  Ткач
- Лев Бутенін —  водій «Волги»
- Олексій Гуськов —  шкільний учитель
- Микита Прозоровський —  дружинник
- Олександр Вілков —  член банди
- Петро Зайченко —  дружинник

## Знімальна група
- Режисер:  Вадим Абдрашитов
- Автор сценарію:  Олександр Міндадзе
- Оператор-постановник:  Георгій Рерберг
- Художник-постановник: Олександр Толкачов
- Композитор:  Володимир Дашкевич
- Звукооператор:  Ян Потоцький
- Директор картини: Людмила Габелая